# Kurub
Le Kurub est un volcan bouclier d'Éthiopie.